# Djurgårdens IF Fotboll 1928/1929
Djurgårdens IF Fotboll spelade i dåvarande Division 2 Norra 1928/1929. Man kom näst sist i serien och blev därmed nerflyttade till Division 3 Östsvenska. Detta med ett hemmasnitt på 500 åskådare.
- Bäste målskytt blev Hugo Grönkvist med 7 mål.